# Air Race (Zamperla)
Pour les articles homonymes, voir Airrace et AiRace Speed.

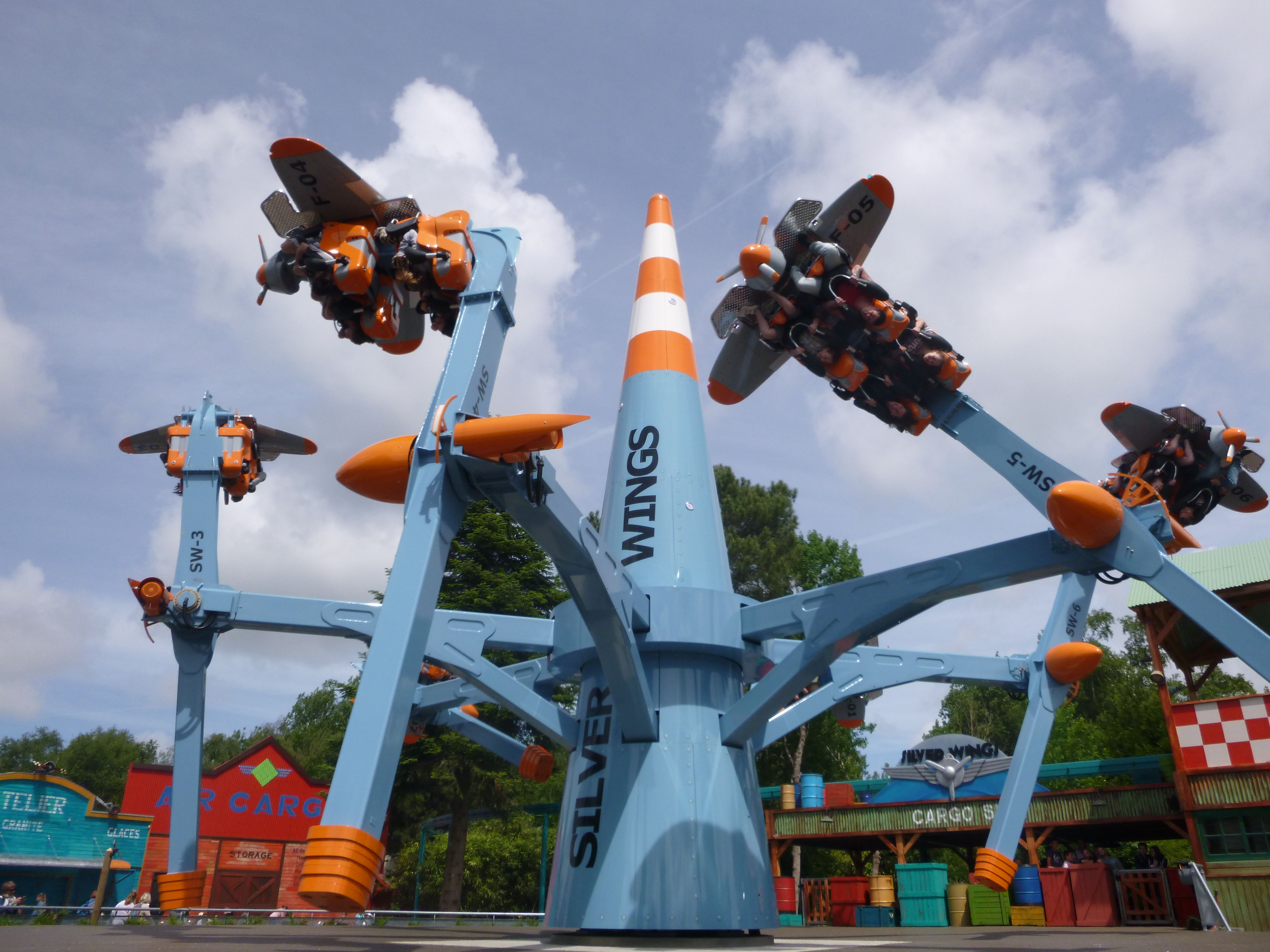
Silver Wings au Parc Bagatelle.

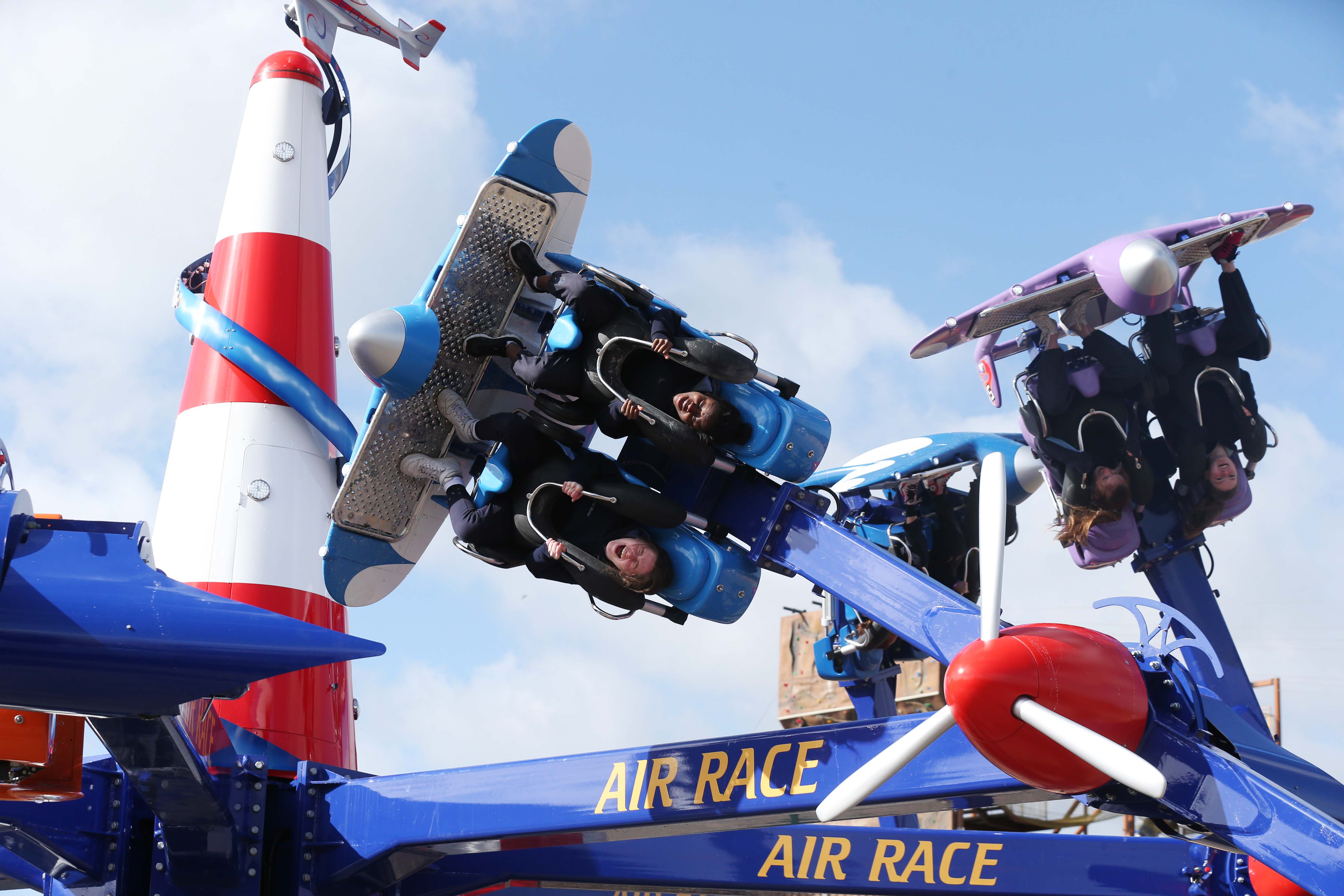
Air Race à Tayto Park

Un Air Race est un type de manège du constructeur italien Zamperla.

## Concept et fonctionnement
Conçu par Gianbattista Zambelli, ce type de manège se meut avec la rotation du mât central et la révolution des bras,. Le nombre de bras varie de six à huit et les nacelles sont composées de deux ou quatre places. Il reproduit ainsi les sensations ressenties à bord d'un avion s’adonnant à la voltige aérienne. La première version de cette attraction date de 2010.

## Modèles
- Air Race 6.4 - modèle de six bras avec chacun quatre sièges pour un total de 24 passagers
- Air Race 6.2 - modèle de six bras avec chacun deux sièges pour un total de 12 passagers
- Air Race 8.4 - modèle de huit bras avec chacun quatre sièges pour un total de 32 passagers
- Air Race 8.2 - modèle de huit bras avec chacun deux sièges pour un total de 16 passagers

En 2019 est mis en production le modèle Super Air Race. La différence de celui-ci réside dans son mât central qui a la particularité d'élever verticalement la structure soutenant les bras de l'attraction. Les sièges peuvent de ce fait atteindre une hauteur de 14,7 mètres. Atlantic Aviator à Luna Park (Coney Island) en est le premier exemplaire.
- Super Air Race - modèle de six bras avec chacun quatre sièges pour un total de 24 passagers

## Données techniques du modèle 6.4
- Diamètre sans mouvement des bras : 11 m
- Diamètre avec mouvements des bras : 23,1 m
- Nombre de bras : 6
- Nombre de navettes : 6 de 4 places équipées de harnais
- Hauteur culminante des navettes : 8 m
- Force G : 3 G
- Capacité horaire : 480 personnes
- Puissance : 109 kW[3]

## Attractions de ce type
| Nom                                  | Parc                                 | Pays                | Année |
| ------------------------------------ | ------------------------------------ | ------------------- | ----- |
| Nom inconnu                          | Rungna People's Pleasure Ground (en) | Corée du Nord       | 2012  |
| 飞天魔轮 (Flying Magic Wheel)        | Chimelong Paradise                   | Chine               | 2017  |
| Aang's Air Gliders                   | Nickelodeon Universe American Dream  | États-Unis          | 2019  |
| Air Force                            | Dreamland Margate                    | Royaume-Uni         | 2018  |
| Air Race                             | Luna Park (Coney Island)             | États-Unis          | 2010  |
| Air Race                             | Aquashow Fun Family Park             | Portugal            | 2011  |
| Air Race                             | Gorki Park                           | Ukraine             | 2012  |
| Air Race                             | Lagoon                               | États-Unis          | 2012  |
| Air Race                             | Fantasilandia                        | Chili               | 2013  |
| Air Race                             | Brighton Pier                        | Royaume-Uni         | 2013  |
| Air Race                             | Drayton Manor                        | Royaume-Uni         | 2014  |
| Air Race                             | Fun Spot America Theme Parks (en)    | États-Unis          | 2014  |
| Air Race                             | Casino Pier (en)                     | États-Unis          | 2014  |
| Air Race                             | Beech Bend Park                      | États-Unis          | 2015  |
| Air Race                             | Tayto Park (en)                      | Irlande             | 2015  |
| Air Race 6.4                         | Galaxy Park                          | Ukraine             | 2016  |
| Air Racer                            | Park at OWA                          | États-Unis          | 2017  |
| Air Racer                            | Carowinds                            | États-Unis          | 2023  |
| Air Raid                             | Fun Spot America Theme Parks (en)    | États-Unis          | 2014  |
| Aquila                               | Jardins de Tivoli                    | Danemark            | 2013  |
| Atlantic Aviator                     | Luna Park (Coney Island)             | États-Unis          | 2019  |
| Crash Blork                          | Parc Spirou                          | France              | 2020  |
| Dare Devil Dive Flying Machines      | Six Flags Fiesta Texas               | États-Unis          | 2021  |
| Dragon Race                          | Gyeongju World                       | Corée du Sud        | 2017  |
| G-Lock                               | Walygator Grand-Est                  | France              | 2014  |
| Hihiberan                            | JungleLand                           | Arabie saoudite     | 2013  |
| Hûrkus                               | MOİ Park                             | Turquie             | 2014  |
| Loop Works                           | Fun Works                            | Émirats arabes unis | 2014  |
| Miølnyr                              | Festyland                            | France              | 2017  |
| Pandamonium                          | Dreamworld                           | Australie           | 2012  |
| Powerpuff Girls - Mojo Robot Rampage | IMG Worlds of Adventure              | Émirats arabes unis | 2016  |
| Rebulico                             | Beto Carrero World                   | Brésil              | 2022  |
| Scarecrow Scare Raid                 | Warner Bros. World Abu Dhabi         | Émirats arabes unis | 2018  |
| Silver Wings                         | Parc Bagatelle                       | France              | 2017  |
| Thunderbirds                         | Fort Fun Abenteuerland               | Allemagne           | 2019  |